# Fischerova–Tropschova syntéza

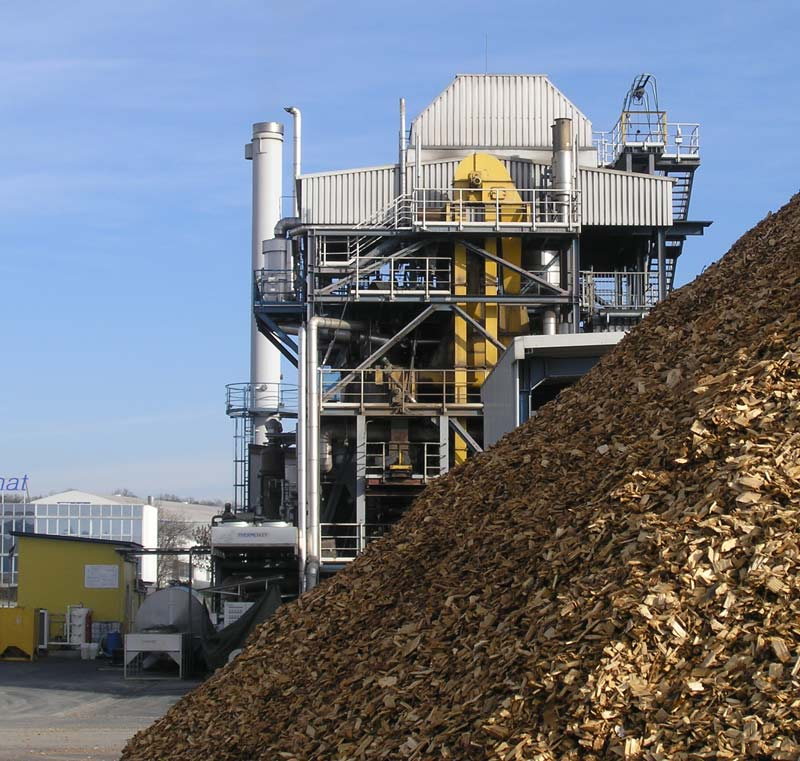
Výroba biopaliva pomocí Fischerovy–Tropschovy syntézy ve městě Güssing, Burgenland, Rakousko

Fischerova–Tropschova syntéza je katalyzovaná chemická reakce, ve které jsou oxid uhelnatý a vodík, příp. methan za teploty 200-350 °C a pod velkým tlakem přeměňovány na různé kapalné uhlovodíky. Obvyklé katalyzátory mají za základ železo, kobalt, nikl nebo ruthenium. Hlavním účelem této syntézy je výroba umělé náhrady ropy. Využívá se na výrobu uhlovodíků z uhlí, zemního plynu nebo biomasy pomocí procesu zplyňování a následné konverze na syntetický olej a syntetické palivo.

## Původní reakce
Původní Fischerovu–Tropschovu syntézu lze popsat následujícími chemickými rovnicemi:
2 CH4 + O2 → 4 H2 + 2 CO
(2n+1) H2 + n CO → CnH2n+2 + n H2O
Vzniklé uhlovodíky mohou být rozděleny frakční destilací a rafinovány jako klasická ropa.
Oxid uhelnatý a vodík lze vyrobit částečnou oxidací uhlí nebo biomasy (viz zplyňování). Zdrojem methanu může být např. zemní plyn.

## Historie využití
Od objevu německých vědců Franze Fischera a Hanse Tropsche ve dvacátých letech bylo provedeno mnoho vylepšení původní syntézy a nyní se toto označení používá na širokou paletu podobných reakcí.
Tuto syntézu ve velkém měřítku používaly Japonsko a nacistické Německo během druhé světové války a Jihoafrická republika za apartheidu, kdy tyto země neměly přístup k ropě a byly nuceny vyrábět její náhradu z uhlí. Ve Východním Německu byl syntetický benzín vyráběn i po Druhé světové válce firmou Sudetenländische Treibstoffwerke ve velkém do roku 1972 a poslední provoz byl  uzavřen až v roce 1990. V rámci energetické soběstačnosti je v Číně rozšiřována výroba syntetického benzínu i v roce 2025. O využití této metody se uvažuje také v případě velmi odlehlých nalezišť zemního plynu, čímž by se snížily náklady na jeho transport.
V západních zemích je díky přístupu k ropě význam výroby syntetických paliv nízký z důvodu vysokých finančních nákladů a relativně nízké ceny klasické ropy. Diskutuje se o nutnosti jejího opětovného širokého uplatnění v budoucnu, kdy se začne těžba klasické ropy snižovat (viz ropný zlom).